# Estádio da Timbaúva
O Estádio da Timbaúva é um estádio de futebol, localizado em Porto Alegre, no estado do Rio Grande do Sul. Construído em 1934, foi a sede do Força e Luz até 1972, quando este clube não mais disputou competições profissionais. O time, bem como o estádio, eram da Companhia Carris Porto-alegrense.
O estádio costumava abrigar jogos do Força e Luz e também da dupla Grenal.
Localiza-se na rua Doutor Alcides Cruz, 125, no bairro Santa Cecília. Em 2006, o terreno foi vendido à Companhia Zaffari, que, contudo, não demoliu o estádio.